# 陳建宇
陳建宇（1959年—），臺灣政治人物，東吳大學法律系學士，曾任交通部部長、新北捷運公司董事長。

## 政界經歷

### 交通部政務次長
2014年3月陳建宇轉任交通部政務次長。

### 交通部長
2015年1月24日陳建宇接任交通部部長。
面對外界質疑高鐵財改會圖利財團，陳建宇上任後提出「台灣高鐵財務改革」，內容包括減資、增資（泛公股參與投資）、延長特許期、返還站區發開用地、設置平穩機制、調降票價及仲裁案處理等，在陳建宇及高鐵公司劉維琪董事長積極與朝野立委及高鐵原始股東的溝通下，高鐵財改案於104年6月5日獲得立法院同意備查，同年9月10日高鐵公司股東會決議通過，高鐵財改案正式啟動，增資300億元後，公股持股比例將為48.9％並未過半，高鐵公司仍屬民間企業，交通部將成為其最大股東，公股會掌握較多席次，以利政府決策之執行同時保有民間經營活力效率。高鐵財改不僅締造BOT失敗之後官督商辦窠臼侈言公私部門合作大話徹底解決BOT財務困境無解的成功案例，也充分展現出政治部門高效率的政治危機處理能力。
2015年6月29日基隆火車站遷移工程的完工啟用。
2015年8月23日完成臺鐵屏東潮州線電氣化通車。
2015年12月1日完成高鐵新增三站通車，並配合高鐵財改方案，將高鐵北高票價由1,630元調降為1,490元，另外，為慶祝高鐵新增三站通車，高鐵公司舉辦新增三站買一送一的優惠活動。
於2015年端午節推動「遊輪式客運專車」搭載民眾暢遊宜蘭，獲得熱烈回響。
因應國道五號交通壅塞現象，規劃推動國5宜蘭到頭城北上路段，於例假日尖峰時段開放大客車行駛路肩（Bus on Shoulder），預計於2015年12月20日及27日試辦，並於2016年元旦正式實施。

## 外部連結
| 中華民國政府職務 | 中華民國政府職務                                                 | 中華民國政府職務 |
| ---------------- | ---------------------------------------------------------------- | ---------------- |
| 行政院           |                                                                  |                  |
| 前任： 梁 樾     | 交通部高速公路局長 第九任 2005年4月25日－2006年7月17日           | 繼任： 楊錫安    |
| 前任： 葉匡時    | 交通部部長 代理，後真除為第二十四任 2015年1月26日－2016年5月20日 | 繼任： 賀陳旦    |